# Elezioni comunali in Campania del 2016
Le elezioni comunali in Campania del 2016 si tennero il 5 giugno, con ballottaggio il 19 giugno.

## Napoli

### Napoli
| Candidati | Candidati                                 | Voti                        | %     | Liste                            | Voti    | %     | Seggi |
| --- | ----------------------------------------- | --------------------------- | ----- | -------------------------------- | ------- | ----- | ----- |
| | Luigi de Magistris Accede al ballottaggio | 172.710                     | 42,82 | De Magistris Sindaco             | 51.896  | 13,79 | 10    |
| Democrazia e Autonomia | Luigi de Magistris Accede al ballottaggio | 172.710                     | 42,82 | 28.587                           | 7,59    | 5     |       |
| Napoli in Comune a Sinistra (Sinistra Ecologia Libertà-Partito della Rifondazione Comunista-Partito Comunista d'Italia-L'Altra Europa con Tsipras-Possibile) | Luigi de Magistris Accede al ballottaggio | 172.710                     | 42,82 | 19.945                           | 5,30    | 4     |       |
| La Città con de Magistris | Luigi de Magistris Accede al ballottaggio | 172.710                     | 42,82 | 13.413                           | 3,56    | 2     |       |
| Federazione dei Verdi | Luigi de Magistris Accede al ballottaggio | 172.710                     | 42,82 | 11.341                           | 3,01    | 2     |       |
| Ce Simme Sfasteriati | Luigi de Magistris Accede al ballottaggio | 172.710                     | 42,82 | 5.958                            | 1,58    | 1     |       |
| Repubblicani Democratici | Luigi de Magistris Accede al ballottaggio | 172.710                     | 42,82 | 4.276                            | 1,13    | -     |       |
| Italia dei Valori | Luigi de Magistris Accede al ballottaggio | 172.710                     | 42,82 | 4.248                            | 1,12    | -     |       |
| Bene Comune con de Magistris | Luigi de Magistris Accede al ballottaggio | 172.710                     | 42,82 | 3.243                            | 0,86    | -     |       |
| Mo! Napoli Autonoma | Luigi de Magistris Accede al ballottaggio | 172.710                     | 42,82 | 3.179                            | 0,84    | -     |       |
| Meridionalisti Napoli Capitale | Luigi de Magistris Accede al ballottaggio | 172.710                     | 42,82 | 1.858                            | 0,49    | -     |       |
| Partito del Sud | Luigi de Magistris Accede al ballottaggio | 172.710                     | 42,82 | 1.796                            | 0,47    | -     |       |
| | Giovanni Lettieri Accede al ballottaggio  | 96.961                      | 24,04 | Forza Italia                     | 36.145  | 9,60  | 3     |
| Prima Napoli | Giovanni Lettieri Accede al ballottaggio  | 96.961                      | 24,04 | 28.869                           | 7,67    | 2     |       |
| Napoli Capitale | Giovanni Lettieri Accede al ballottaggio  | 96.961                      | 24,04 | 12.374                           | 3,28    | 1     |       |
| Fare Città | Giovanni Lettieri Accede al ballottaggio  | 96.961                      | 24,04 | 6.541                            | 1,73    | -     |       |
| Giovani in Corsa | Giovanni Lettieri Accede al ballottaggio  | 96.961                      | 24,04 | 3.929                            | 1,04    | -     |       |
| Italia 20.50 Napoli Concreta | Giovanni Lettieri Accede al ballottaggio  | 96.961                      | 24,04 | 1.778                            | 0,47    | -     |       |
| Pensionati d'Europa | Giovanni Lettieri Accede al ballottaggio  | 96.961                      | 24,04 | 763                              | 0,20    | -     |       |
| Rivoluzione Cristiana | Giovanni Lettieri Accede al ballottaggio  | 96.961                      | 24,04 | 761                              | 0,20    | -     |       |
| Impresa Comune | Giovanni Lettieri Accede al ballottaggio  | 96.961                      | 24,04 | 705                              | 0,18    | -     |       |
| Costruzione e Stato | Giovanni Lettieri Accede al ballottaggio  | 96.961                      | 24,04 | 496                              | 0,13    | -     |       |
| Seggio al candidato sindaco | Seggio al candidato sindaco               | Seggio al candidato sindaco | 24,04 | 1                                |         |       |       |
| | Valeria Valente                           | 85.225                      | 21,13 | Partito Democratico              | 43.790  | 11,63 | 5     |
| Napoli Popolare | Valeria Valente                           | 85.225                      | 21,13 | 7.521                            | 1,99    | 1     |       |
| Cittadini per Napoli | Valeria Valente                           | 85.225                      | 21,13 | 6.891                            | 1,83    | -     |       |
| Napoli Vale | Valeria Valente                           | 85.225                      | 21,13 | 6.649                            | 1,76    | -     |       |
| Centro Democratico | Valeria Valente                           | 85.225                      | 21,13 | 6.394                            | 1,69    | -     |       |
| Alleanza Liberalpopolare - Autonomie | Valeria Valente                           | 85.225                      | 21,13 | 5.361                            | 1,42    | -     |       |
| Unione di Centro | Valeria Valente                           | 85.225                      | 21,13 | 4.104                            | 1,09    | -     |       |
| Moderati | Valeria Valente                           | 85.225                      | 21,13 | 3.333                            | 0,88    | -     |       |
| Elaboratorio Nazionale | Valeria Valente                           | 85.225                      | 21,13 | 2.565                            | 0,68    | -     |       |
| Partito Socialista Italiano | Valeria Valente                           | 85.225                      | 21,13 | 1.677                            | 0,44    | -     |       |
| Liberi (Partito Repubblicano Italiano - Partito Liberale Italiano)                                                                                           | Valeria Valente                           | 85.225                      | 21,13 | 701                              | 0,18    | -     |       |
| Seggio al candidato sindaco | Seggio al candidato sindaco               | Seggio al candidato sindaco | 21,13 | 1                                |         |       |       |
| | Matteo Brambilla                          | 38.863                      | 9,63  | Movimento 5 Stelle               | 36.359  | 9,66  | 1     |
| Seggio al candidato sindaco | Seggio al candidato sindaco               | Seggio al candidato sindaco | 9,63  | 1                                |         |       |       |
| | Marcello Taglialatela                     | 5.186                       | 1,28  | Fratelli d'Italia                | 4.829   | 1,28  | -     |
| Napoli Terra Nostra | Marcello Taglialatela                     | 5.186                       | 1,28  | 282                              | 0,07    | -     |       |
| | Luigi Mercogliano                         | 1.489                       | 0,36  | Il Popolo della Famiglia         | 1.416   | 0,37  | -     |
| | Martina Alboreto                          | 1.207                       | 0,29  | Fratelli del Popolo Italiano     | 1.021   | 0,27  | -     |
| | Nunzia Amura                              | 1.082                       | 0,26  | Partito Comunista                | 765     | 0,20  | -     |
| | Paolo Prudente                            | 331                         | 0,08  | Partito Comunista dei Lavoratori | 291     | 0,07  | -     |
| | Domenico Esposito                         | 257                         | 0,06  | Qualità della Vita               | 213     | 0,05  | -     |
| Totale | Totale                                    | 403.311                     | 100   |                                  | 376.263 | 100   | 40    |

### Casoria
| Candidati                                       | Candidati                                | Voti                        | %     | Liste               | Voti   | %     | Seggi |
| ----------------------------------------------- | ---------------------------------------- | --------------------------- | ----- | ------------------- | ------ | ----- | ----- |
|                                                 | Pasquale Fuccio Accede al ballottaggio   | 11.184                      | 30,25 | Partito Democratico | 4.034  | 11,07 | 6     |
| Libera"Mente" Casoria                           | Pasquale Fuccio Accede al ballottaggio   | 11.184                      | 30,25 | 2.413               | 6,62   | 3     |       |
| Italia dei Valori                               | Pasquale Fuccio Accede al ballottaggio   | 11.184                      | 30,25 | 1.914               | 5,25   | 2     |       |
| A Viso Aperto                                   | Pasquale Fuccio Accede al ballottaggio   | 11.184                      | 30,25 | 1.494               | 4,10   | 2     |       |
| Insieme per Casoria                             | Pasquale Fuccio Accede al ballottaggio   | 11.184                      | 30,25 | 1.360               | 3,73   | 2     |       |
|                                                 | Giuseppe Santillo Accede al ballottaggio | 14.240                      | 38,52 | Campania Libera     | 6.677  | 18,32 | 3     |
| Riformisti Città di Casoria                     | Giuseppe Santillo Accede al ballottaggio | 14.240                      | 38,52 | 2.005               | 5,50   | 1     |       |
| Uniti per Casoria (Federazione dei Verdi-Altri) | Giuseppe Santillo Accede al ballottaggio | 14.240                      | 38,52 | 1.720               | 4,72   | 1     |       |
| Unione di Centro                                | Giuseppe Santillo Accede al ballottaggio | 14.240                      | 38,52 | 1.715               | 4,71   | 1     |       |
| I Democratici                                   | Giuseppe Santillo Accede al ballottaggio | 14.240                      | 38,52 | 1.401               | 3,84   | -     |       |
| Casoria Risvegliati                             | Giuseppe Santillo Accede al ballottaggio | 14.240                      | 38,52 | 1.289               | 3,54   | -     |       |
| Seggio di coalizione                            | Seggio di coalizione                     | Seggio di coalizione        | 38,52 | 1                   |        |       |       |
|                                                 | Elena Vignati                            | 4.245                       | 11,48 | Movimento 5 Stelle  | 3.791  | 10,40 | -     |
| Seggio al candidato sindaco                     | Seggio al candidato sindaco              | Seggio al candidato sindaco | 11,48 | 1                   |        |       |       |
|                                                 | Pasquale Pugliese                        | 3.631                       | 9,81  | Uniti per Arpino    | 1.276  | 3,50  | -     |
| Per Casoria Unica                               | Pasquale Pugliese                        | 3.631                       | 9,81  | 1.223               | 3,36   | -     |       |
| Casoria Più                                     | Pasquale Pugliese                        | 3.631                       | 9,81  | 634                 | 1,74   | -     |       |
| Tricolore della Libertà                         | Pasquale Pugliese                        | 3.631                       | 9,81  | 224                 | 0,61   | -     |       |
| Seggio di coalizione                            | Seggio di coalizione                     | Seggio di coalizione        | 9,81  | 1                   |        |       |       |
|                                                 | Luca Scancariello                        | 2.090                       | 5,65  | Fratelli d'Italia   | 1.828  | 5,02  | -     |
| Assalto al Futuro                               | Luca Scancariello                        | 2.090                       | 5,65  | 170                 | 0,47   | -     |       |
|                                                 | Carlo De Vita                            | 1.071                       | 2,90  | Casa Casoria        | 833    | 2,29  | -     |
|                                                 | Emanuele Tanzilli                        | 508                         | 1,37  | Casoria in Comune   | 508    | 1,37  | -     |
| Totale                                          | Totale                                   | 36.442                      | 100   |                     | 36.969 | 100   | 24    |

### Castellammare di Stabia
| Candidati                   | Candidati                               | Voti                        | %      | Liste                 | Voti   | %      | Seggi |
| --------------------------- | --------------------------------------- | --------------------------- | ------ | --------------------- | ------ | ------ | ----- |
|                             | Antonio Pannullo Accede al ballottaggio | 14.778                      | 41,14  | Partito Democratico   | 5.996  | 17,05  | 6     |
| Progetto Stabia             | Antonio Pannullo Accede al ballottaggio | 14.778                      | 41,14  | 2.915                 | 8,29   | 3      |       |
| Stabia Libera               | Antonio Pannullo Accede al ballottaggio | 14.778                      | 41,14  | 2.457                 | 6,99   | 2      |       |
| Stabia Popolare             | Antonio Pannullo Accede al ballottaggio | 14.778                      | 41,14  | 2.445                 | 6,95   | 2      |       |
| Stabia in Progress          | Antonio Pannullo Accede al ballottaggio | 14.778                      | 41,14  | 2.181                 | 6,20   | 2      |       |
|                             | Gaetano Cimmino Accede al ballottaggio  | 9.355                       | 26,04  | Forza Italia          | 2.388  | 6,79   | 1     |
| Stabia in Strada            | Gaetano Cimmino Accede al ballottaggio  | 9.355                       | 26,04  | 1.915                 | 5,45   | 1      |       |
| Stabia Ora                  | Gaetano Cimmino Accede al ballottaggio  | 9.355                       | 26,04  | 1.844                 | 5,24   | 1      |       |
| Castellammare Insieme       | Gaetano Cimmino Accede al ballottaggio  | 9.355                       | 26,04  | 1.324                 | 3,77   | 1      |       |
| Uniti per Stabia            | Gaetano Cimmino Accede al ballottaggio  | 9.355                       | 26,04  | 1.314                 | 3,74   | -      |       |
| Alba Stabiese               | Gaetano Cimmino Accede al ballottaggio  | 9.355                       | 26,04  | 823                   | 2,34   | -      |       |
| Stabiesi P I                | Gaetano Cimmino Accede al ballottaggio  | 9.355                       | 26,04  | 102                   | 0,29   | -      |       |
| Seggio al candidato sindaco | Seggio al candidato sindaco             | Seggio al candidato sindaco | 26,04  | 1                     |        |        |       |
|                             | Vincenzo Amato                          | 5.890                       | 16,40  | Movimento 5 Stelle    | 4.147  | 11,79  | 1     |
| Seggio al candidato sindaco | Seggio al candidato sindaco             | Seggio al candidato sindaco | 16,40  | 1                     |        |        |       |
|                             | Salvatore Vozza                         | 5.470                       | 15,23  | #Percastellammare     | 2.522  | 7,17   | 1     |
| Castellammare in Comune     | Salvatore Vozza                         | 5.470                       | 15,23  | 1.757                 | 5,00   | -      |       |
| Costruiamo Insieme          | Salvatore Vozza                         | 5.470                       | 15,23  | 676                   | 1,92   | -      |       |
| Seggio al candidato sindaco | Seggio al candidato sindaco             | Seggio al candidato sindaco | 15,23  | 1                     |        |        |       |
|                             | Gennaro Comentale                       | 429                         | 1,19   | Rivoluzione Cristiana | 354    | 1,01   | -     |
| Totale                      | Totale                                  | 35.160                      | 100,00 |                       | 35.922 | 100,00 | 24    |

### Frattaminore
| Candidati                   | Candidati                                  | Voti                        | %     | Liste               | Voti   | %     | Seggi |
| --------------------------- | ------------------------------------------ | --------------------------- | ----- | ------------------- | ------ | ----- | ----- |
|                             | Giuseppe Bencivenga Accede al ballottaggio | 4.669                       | 46,45 | Partito Democratico | 1.623  | 16,58 | 4     |
| Partito Socialista Italiano | Giuseppe Bencivenga Accede al ballottaggio | 4.669                       | 46,45 | 1.438               | 14,69  | 4     |       |
| Insieme per Frattaminore    | Giuseppe Bencivenga Accede al ballottaggio | 4.669                       | 46,45 | 903                 | 9,23   | 2     |       |
| Movimento Democratico       | Giuseppe Bencivenga Accede al ballottaggio | 4.669                       | 46,45 | 248                 | 2,53   | -     |       |
| Unione di Centro            | Giuseppe Bencivenga Accede al ballottaggio | 4.669                       | 46,45 | 234                 | 2,39   | -     |       |
|                             | Raffaele Mazzoccolo Accede al ballottaggio | 2.607                       | 25,94 | Frattaminore Ideale | 1.209  | 12,35 | 1     |
| Italia dei Valori           | Raffaele Mazzoccolo Accede al ballottaggio | 2.607                       | 25,94 | 671                 | 6,86   | 1     |       |
| Cittadini per Frattaminore  | Raffaele Mazzoccolo Accede al ballottaggio | 2.607                       | 25,94 | 362                 | 3,70   | -     |       |
| Frattaminore a Sinistra     | Raffaele Mazzoccolo Accede al ballottaggio | 2.607                       | 25,94 | 326                 | 3,33   | -     |       |
| Seggio al candidato sindaco | Seggio al candidato sindaco                | Seggio al candidato sindaco | 25,94 | 1                   |        |       |       |
|                             | Giovanni Gaudino                           | 2.225                       | 22,13 | Campania Libera     | 824    | 8,42  | 1     |
| Soci@lidea                  | Giovanni Gaudino                           | 2.225                       | 22,13 | 654                 | 6,68   | 1     |       |
| I Democratici               | Giovanni Gaudino                           | 2.225                       | 22,13 | 631                 | 6,45   | -     |       |
| Restartgiov@ni              | Giovanni Gaudino                           | 2.225                       | 22,13 | 179                 | 1,83   | -     |       |
| Seggio al candidato sindaco | Seggio al candidato sindaco                | Seggio al candidato sindaco | 22,13 | 1                   |        |       |       |
|                             | Francesco Lupoli                           | 455                         | 4,53  | Movimento 5 Stelle  | 405    | 4,14  | -     |
|                             | Maurizio Di Micco                          | 96                          | 0,96  | Forza Frattaminore  | 79     | 0,81  | -     |
| Totale                      | Totale                                     | 9.786                       | 100   |                     | 10.052 | 100   | 16    |

### Gragnano
| Candidati                            | Candidati                               | Voti                        | %     | Liste                    | Voti   | %     | Seggi |
| ------------------------------------ | --------------------------------------- | --------------------------- | ----- | ------------------------ | ------ | ----- | ----- |
|                                      | Paolo Cimmino Accede al ballottaggio    | 7.733                       | 43,45 | Gragnano Hub             | 1.805  | 10,39 | 3     |
| Cimmino Sindaco                      | Paolo Cimmino Accede al ballottaggio    | 7.733                       | 43,45 | 1.603                    | 9,23   | 2     |       |
| Idee per Gragnano                    | Paolo Cimmino Accede al ballottaggio    | 7.733                       | 43,45 | 1.015                    | 5,84   | 1     |       |
| Gragnano Solidale                    | Paolo Cimmino Accede al ballottaggio    | 7.733                       | 43,45 | 831                      | 4,78   | 1     |       |
| Noi Sud                              | Paolo Cimmino Accede al ballottaggio    | 7.733                       | 43,45 | 797                      | 4.59   | 1     |       |
| #Ora Gragnano                        | Paolo Cimmino Accede al ballottaggio    | 7.733                       | 43,45 | 666                      | 3,83   | 1     |       |
| Gragnano Bene Comune                 | Paolo Cimmino Accede al ballottaggio    | 7.733                       | 43,45 | 599                      | 3,45   | 1     |       |
|                                      | Patrizio Mascolo Accede al ballottaggio | 5.043                       | 28,34 | Patrizio Mascolo Sindaco | 1.201  | 6,91  | 1     |
| Gragnano Popolare                    | Patrizio Mascolo Accede al ballottaggio | 5.043                       | 28,34 | 1.044                    | 6,01   | 1     |       |
| Centro Democratico                   | Patrizio Mascolo Accede al ballottaggio | 5.043                       | 28,34 | 929                      | 5,35   | -     |       |
| Unione di Centro                     | Patrizio Mascolo Accede al ballottaggio | 5.043                       | 28,34 | 885                      | 5,09   | -     |       |
| Alleanza Liberalpopolare - Autonomie | Patrizio Mascolo Accede al ballottaggio | 5.043                       | 28,34 | 493                      | 2,84   | -     |       |
| Rivoluzione Cristiana                | Patrizio Mascolo Accede al ballottaggio | 5.043                       | 28,34 | 326                      | 1,88   | -     |       |
| Libera Mente Gragnano                | Patrizio Mascolo Accede al ballottaggio | 5.043                       | 28,34 | 59                       | 0,34   | -     |       |
| Seggio al candidato sindaco          | Seggio al candidato sindaco             | Seggio al candidato sindaco | 28,34 | 1                        |        |       |       |
|                                      | Silvana Somma                           | 5.020                       | 28,21 | Partito Democratico      | 1.405  | 8,09  | 1     |
| Gragnano Futura                      | Silvana Somma                           | 5.020                       | 28,21 | 939                      | 5,40   | 1     |       |
| Silvana Somma Sindaco                | Silvana Somma                           | 5.020                       | 28,21 | 910                      | 5,24   | -     |       |
| Forza delle Idee                     | Silvana Somma                           | 5.020                       | 28,21 | 826                      | 4,75   | -     |       |
| Gragnano 2016                        | Silvana Somma                           | 5.020                       | 28,21 | 548                      | 3,15   | -     |       |
| Gragnano Oltre                       | Silvana Somma                           | 5.020                       | 28,21 | 494                      | 2,84   | -     |       |
| Seggio al candidato sindaco          | Seggio al candidato sindaco             | Seggio al candidato sindaco | 28,21 | 1                        |        |       |       |
| Totale                               | Totale                                  | 17.375                      | 100   |                          | 17.796 | 100   | 16    |

### Poggiomarino
| Candidati                   | Candidati                                    | Voti                        | %     | Liste                   | Voti   | %     | Seggi |
| --------------------------- | -------------------------------------------- | --------------------------- | ----- | ----------------------- | ------ | ----- | ----- |
|                             | Pantaleone Annunziata Accede al ballottaggio | 4.815                       | 39,23 | Partito Democratico     | 1.687  | 14,15 | 4     |
| Con...Leo                   | Pantaleone Annunziata Accede al ballottaggio | 4.815                       | 39,23 | 1.566                   | 13,14  | 4     |       |
| Cittadini per Poggiomarino  | Pantaleone Annunziata Accede al ballottaggio | 4.815                       | 39,23 | 729                     | 6,12   | 2     |       |
| Poggiomarino in Comune      | Pantaleone Annunziata Accede al ballottaggio | 4.815                       | 39,23 | 321                     | 2,69   | -     |       |
|                             | Maurizio Falanga Accede al ballottaggio      | 4.897                       | 39,90 | Forza Italia            | 1.459  | 12,24 | 1     |
| L'Alternativa C'è           | Maurizio Falanga Accede al ballottaggio      | 4.897                       | 39,90 | 1.405                   | 11,79  | 1     |       |
| Giovani X Poggiomarino      | Maurizio Falanga Accede al ballottaggio      | 4.897                       | 39,90 | 1.026                   | 8,61   | 1     |       |
| Falanga Sindaco             | Maurizio Falanga Accede al ballottaggio      | 4.897                       | 39,90 | 966                     | 8,10   | -     |       |
| Uniti si Vince              | Maurizio Falanga Accede al ballottaggio      | 4.897                       | 39,90 | 752                     | 6,31   | -     |       |
| Seggio al candidato sindaco | Seggio al candidato sindaco                  | Seggio al candidato sindaco | 39,90 | 1                       |        |       |       |
|                             | Francesco Nappo                              | 1.463                       | 11,92 | Nappo Sindaco           | 491    | 4,12  | -     |
| Poggiomarino al Centro      | Francesco Nappo                              | 1.463                       | 11,92 | 293                     | 2,46   | -     |       |
| Idee in Movimento           | Francesco Nappo                              | 1.463                       | 11,92 | 249                     | 2,09   | -     |       |
| Movimento Popolare Campano  | Francesco Nappo                              | 1.463                       | 11,92 | 162                     | 1,36   | -     |       |
| Seggio al candidato sindaco | Seggio al candidato sindaco                  | Seggio al candidato sindaco | 11,92 | 1                       |        |       |       |
|                             | Ciro Aniello D'Ambrosio                      | 837                         | 6,82  | Movimento 5 Stelle      | 616    | 5,17  | -     |
|                             | Mariano Beneduce                             | 261                         | 2,13  | Flocco per Poggiomarino | 199    | 1,67  | -     |
| Totale                      | Totale                                       | 11.921                      | 100   |                         | 12.273 | 100   | 16    |

### Vico Equense
| Candidati                   | Candidati                               | Voti                        | %     | Liste            | Voti   | %     | Seggi |
| --------------------------- | --------------------------------------- | --------------------------- | ----- | ---------------- | ------ | ----- | ----- |
|                             | Andrea Buonocore Accede al ballottaggio | 4.928                       | 39,08 | Vicoinvolgiamo   | 4.076  | 33,79 | 10    |
|                             | Maurizio Cinque Accede al ballottaggio  | 4.966                       | 39,38 | Cambiare Fa Bene | 1.528  | 12,67 | 1     |
| Vico 2020                   | Maurizio Cinque Accede al ballottaggio  | 4.966                       | 39,38 | 1.435            | 11,90  | 1     |       |
| Reset Vico                  | Maurizio Cinque Accede al ballottaggio  | 4.966                       | 39,38 | 1.255            | 10,40  | 1     |       |
| Giovani                     | Maurizio Cinque Accede al ballottaggio  | 4.966                       | 39,38 | 971              | 8,05   | -     |       |
| Seggio al candidato sindaco | Seggio al candidato sindaco             | Seggio al candidato sindaco | 39,38 | 1                |        |       |       |
|                             | Giuseppe Russo                          | 2.717                       | 21,54 | Forza Italia     | 1.238  | 10,26 | 1     |
| Movimento della Gente       | Giuseppe Russo                          | 2.717                       | 21,54 | 843              | 6,99   | -     |       |
| Colline Vicane              | Giuseppe Russo                          | 2.717                       | 21,54 | 717              | 5,94   | -     |       |
| Seggio al candidato sindaco | Seggio al candidato sindaco             | Seggio al candidato sindaco | 21,54 | 1                |        |       |       |
| Totale                      | Totale                                  | 12.063                      | 100   |                  | 12.611 | 100   | 16    |

### Villaricca
| Candidati                                | Candidati                      | Voti                        | %     | Liste                  | Voti    | %     | Seggi |
| ---------------------------------------- | ------------------------------ | --------------------------- | ----- | ---------------------- | ------- | ----- | ----- |
|                                          | Maria Rosaria Punzo ✔️ Sindaco | 9.175                       | 54,81 | Partito Democratico    | 3.430   | 20,87 | 6     |
| Aperta Mente                             | Maria Rosaria Punzo ✔️ Sindaco | 9.175                       | 54,81 | 1.830                  | 11,14   | 3     |       |
| Per Villaricca                           | Maria Rosaria Punzo ✔️ Sindaco | 9.175                       | 54,81 | 1.400                  | 8,52    | 2     |       |
| Napolinord                               | Maria Rosaria Punzo ✔️ Sindaco | 9.175                       | 54,81 | 1.084                  | 6,60    | 2     |       |
| Ora Si Può                               | Maria Rosaria Punzo ✔️ Sindaco | 9.175                       | 54,81 | 899                    | 5,47    | 1     |       |
| Adesso Villaricca                        | Maria Rosaria Punzo ✔️ Sindaco | 9.175                       | 54,81 | 876                    | 5,33    | 1     |       |
| Federazione dei Verdi-Villaricca Insieme | Maria Rosaria Punzo ✔️ Sindaco | 9.175                       | 54,81 | 181                    | 1,10    | -     |       |
|                                          | Giovanni Granata               | 4.861                       | 29,04 | Villaricca Democratica | 1.849   | 11,25 | 3     |
| Liberi e Forti                           | Giovanni Granata               | 4.861                       | 29,04 | 1.410                  | 8,58    | 2     |       |
| Trasparenza per Villaricca               | Giovanni Granata               | 4.861                       | 29,04 | 849                    | 5,17    | 1     |       |
| Villaricca Futura                        | Giovanni Granata               | 4.861                       | 29,04 | 448                    | 2,73    | -     |       |
| Seggio al candidato sindaco              | Seggio al candidato sindaco    | Seggio al candidato sindaco | 29,04 | 1                      |         |       |       |
|                                          | Luigi Nave                     | 1.600                       | 9,56  | Movimento 5 Stelle     | 1.297   | 7,89  | 1     |
| Seggio al candidato sindaco              | Seggio al candidato sindaco    | Seggio al candidato sindaco | 9,56  | 1                      |         |       |       |
|                                          | Vincenzo De Rosa               | 555                         | 3,32  | Villaricca Libera      | 396     | 2,41  | -     |
|                                          | Luigi Sarracino                | 549                         | 3,28  | Villaricca Popolare    | 483     | 2,94  | -     |
| Totale                                   | Totale                         | 16.432                      | 100   |                        | '16.740 | 100   | 24    |

### Volla
| Candidati                   | Candidati                                  | Voti                        | %     | Liste               | Voti   | %     | Seggi |
| --------------------------- | ------------------------------------------ | --------------------------- | ----- | ------------------- | ------ | ----- | ----- |
|                             | Andrea Viscovo Accede al ballottaggio      | 3.498                       | 28,09 | Cittadini X Volla   | 2.114  | 17,59 | 7     |
| Risolleviamo Volla          | Andrea Viscovo Accede al ballottaggio      | 3.498                       | 28,09 | 742                 | 6,17   | 2     |       |
| Volla Cambia Verso          | Andrea Viscovo Accede al ballottaggio      | 3.498                       | 28,09 | 533                 | 4,44   | 1     |       |
|                             | Luciano Manfellotti Accede al ballottaggio | 5.108                       | 41,01 | Forza Italia        | 1.615  | 13,44 | 1     |
| Volla al Centro             | Luciano Manfellotti Accede al ballottaggio | 5.108                       | 41,01 | 1.152               | 9,99   | 1     |       |
| Moderati per Volla          | Luciano Manfellotti Accede al ballottaggio | 5.108                       | 41,01 | 1.125               | 9,36   | 1     |       |
| Fratelli d'Italia           | Luciano Manfellotti Accede al ballottaggio | 5.108                       | 41,01 | 1.018               | 8,47   | -     |       |
| Terra Nostra                | Luciano Manfellotti Accede al ballottaggio | 5.108                       | 41,01 | 276                 | 2,30   | -     |       |
| Seggio al candidato sindaco | Seggio al candidato sindaco                | Seggio al candidato sindaco | 41,01 | 1                   |        |       |       |
|                             | Domenico Viola                             | 2.251                       | 18,07 | Partito Democratico | 1.278  | 10,63 | -     |
| Per Volla                   | Domenico Viola                             | 2.251                       | 18,07 | 677                 | 5,63   | -     |       |
| Rinascita e Rinnovamento    | Domenico Viola                             | 2.251                       | 18,07 | 89                  | 0,74   | -     |       |
| Seggio al candidato sindaco | Seggio al candidato sindaco                | Seggio al candidato sindaco | 18,07 | 1                   |        |       |       |
|                             | Sergio Vaccaro                             | 1.597                       | 12,82 | Movimento 5 Stelle  | 1.399  | 11,64 | -     |
| Seggio al candidato sindaco | Seggio al candidato sindaco                | Seggio al candidato sindaco | 12,82 | 1                   |        |       |       |
| Totale                      | Totale                                     | 12.018                      | 100   |                     | 12.454 | 100   | 16    |

## Benevento

### Benevento
| Candidati                                                       | Candidati                                   | Voti                        | %     | Liste                     | Voti   | %     | Seggi |
| --------------------------------------------------------------- | ------------------------------------------- | --------------------------- | ----- | ------------------------- | ------ | ----- | ----- |
|                                                                 | Clemente Mastella Accede al ballottaggio    | 13.266                      | 33,66 | Lista Mastella            | 4.308  | 11,20 | 8     |
| Noi Sanniti per Mastella                                        | Clemente Mastella Accede al ballottaggio    | 13.266                      | 33,66 | 3.466                     | 9,01   | 6     |       |
| Forza Italia                                                    | Clemente Mastella Accede al ballottaggio    | 13.266                      | 33,66 | 2.226                     | 5,78   | 4     |       |
| Unione di Centro                                                | Clemente Mastella Accede al ballottaggio    | 13.266                      | 33,66 | 1.551                     | 4,03   | 2     |       |
|                                                                 | Raffaele Del Vecchio Accede al ballottaggio | 13.097                      | 33,23 | Partito Democratico       | 6.532  | 16,98 | 4     |
| Del Vecchio Sindaco                                             | Raffaele Del Vecchio Accede al ballottaggio | 13.097                      | 33,23 | 3.022                     | 7,85   | 2     |       |
| Lealtà per Benevento                                            | Raffaele Del Vecchio Accede al ballottaggio | 13.097                      | 33,23 | 2.314                     | 6,01   | 1     |       |
| Benevento Popolare                                              | Raffaele Del Vecchio Accede al ballottaggio | 13.097                      | 33,23 | 2.149                     | 5,58   | 1     |       |
| Alleanza Riformista                                             | Raffaele Del Vecchio Accede al ballottaggio | 13.097                      | 33,23 | 2.148                     | 5,58   | 1     |       |
| Italia dei Valori-Federazione dei Verdi-Cittadini per Benevento | Raffaele Del Vecchio Accede al ballottaggio | 13.097                      | 33,23 | 1.247                     | 3,24   | -     |       |
| Dalla Parte Giusta                                              | Raffaele Del Vecchio Accede al ballottaggio | 13.097                      | 33,23 | 571                       | 1,48   | -     |       |
| Seggio al candidato sindaco                                     | Seggio al candidato sindaco                 | Seggio al candidato sindaco | 33,23 | 1                         |        |       |       |
|                                                                 | Marianna Farese                             | 8.219                       | 20,85 | Movimento 5 Stelle        | 4.803  | 12,49 | 1     |
| Seggio al candidato sindaco                                     | Seggio al candidato sindaco                 | Seggio al candidato sindaco | 20,85 | 1                         |        |       |       |
|                                                                 | Gianfranco Ucci                             | 2.057                       | 5,21  | #LaCittàdiTutti           | 1.622  | 4,21  | -     |
|                                                                 | Raffaele Tibaldi                            | 1.469                       | 3,72  | Benevento Polo Civico     | 1.249  | 3,24  | -     |
|                                                                 | Vittoria Principe                           | 851                         | 2,15  | Sfidiamoli!               | 854    | 2,22  | -     |
|                                                                 | Federica De Nigris                          | 450                         | 1,14  | FabBene - Progetto Civico | 386    | 1,00  | -     |
| Totale                                                          | Totale                                      | 39.409                      | 100   |                           | 38.448 | 100   | 32    |

## Caserta

### Caserta
| Candidati                                           | Candidati                              | Voti                        | %     | Liste                    | Voti   | %     | Seggi |
| --------------------------------------------------- | -------------------------------------- | --------------------------- | ----- | ------------------------ | ------ | ----- | ----- |
|                                                     | Carlo Marino Accede al ballottaggio    | 19.590                      | 45,11 | Partito Democratico      | 4.847  | 11,47 | 5     |
| Terra Libera                                        | Carlo Marino Accede al ballottaggio    | 19.590                      | 45,11 | 3.503                    | 8,29   | 3     |       |
| Centro Democratico                                  | Carlo Marino Accede al ballottaggio    | 19.590                      | 45,11 | 3.321                    | 7,86   | 3     |       |
| Democratici per Caserta                             | Carlo Marino Accede al ballottaggio    | 19.590                      | 45,11 | 3.291                    | 7,79   | 3     |       |
| Energie Casertane (Cittadini per Caserta-Futuriamo) | Carlo Marino Accede al ballottaggio    | 19.590                      | 45,11 | 2.506                    | 5,93   | 2     |       |
| Caserta Popolare                                    | Carlo Marino Accede al ballottaggio    | 19.590                      | 45,11 | 2.317                    | 5,48   | 2     |       |
| Partito Socialista Italiano-Caserta Viva            | Carlo Marino Accede al ballottaggio    | 19.590                      | 45,11 | 1.649                    | 3,90   | 1     |       |
| ProCaserta-Federazione dei Verdi                    | Carlo Marino Accede al ballottaggio    | 19.590                      | 45,11 | 1.215                    | 2,87   | 1     |       |
| Sud Indipendente                                    | Carlo Marino Accede al ballottaggio    | 19.590                      | 45,11 | 19                       | 0,04   | -     |       |
|                                                     | Riccardo Ventre Accede al ballottaggio | 8.486                       | 19,54 | Caserta nel Cuore        | 3.731  | 8,83  | 3     |
| Primavera Casertana                                 | Riccardo Ventre Accede al ballottaggio | 8.486                       | 19,54 | 2.361                    | 5,59   | 1     |       |
| Forza Italia                                        | Riccardo Ventre Accede al ballottaggio | 8.486                       | 19,54 | 1.839                    | 4,35   | 1     |       |
| Fratelli d'Italia                                   | Riccardo Ventre Accede al ballottaggio | 8.486                       | 19,54 | 1.382                    | 3,27   | 1     |       |
| Seggio al candidato sindaco                         | Seggio al candidato sindaco            | Seggio al candidato sindaco | 19,54 | 1                        |        |       |       |
|                                                     | Francesco Apperti                      | 7.364                       | 16,95 | Speranza per Caserta     | 2.971  | 7,03  | 2     |
| Mo! c'è Speranza                                    | Francesco Apperti                      | 7.364                       | 16,95 | 692                      | 1,63   | -     |       |
| Seggio al candidato sindaco                         | Seggio al candidato sindaco            | Seggio al candidato sindaco | 16,95 | 1                        |        |       |       |
|                                                     | Gianfausto Iarrobino                   | 2.484                       | 5,72  | Quarto Iarrobino Sindaco | 1.563  | 3,70  | -     |
| Caserta Kest'è                                      | Gianfausto Iarrobino                   | 2.484                       | 5,72  | 471                      | 1,11   | -     |       |
| Caserta in Comune                                   | Gianfausto Iarrobino                   | 2.484                       | 5,72  | 155                      | 0,36   | -     |       |
| Seggio al candidato sindaco                         | Seggio al candidato sindaco            | Seggio al candidato sindaco | 5,72  | 1                        |        |       |       |
|                                                     | Vincenzo Bove                          | 1.563                       | 3,59  | Città Futura             | 1.356  | 3,21  | -     |
| Seggio al candidato sindaco                         | Seggio al candidato sindaco            | Seggio al candidato sindaco | 3,59  | 1                        |        |       |       |
|                                                     | Luigi Cobianchi                        | 1.519                       | 3,49  | Caserta Libera!          | 1.053  | 2,49  | -     |
|                                                     | Aniello Spirito                        | 1.420                       | 3,27  | Uniti per Caserta        | 1.172  | 2,77  | -     |
|                                                     | Enrico Trapassi                        | 994                         | 2,28  | Noi con Salvini          | 818    | 1,93  | -     |
| Totale                                              | Totale                                 | 43.420                      | 100   |                          | 42.232 | 100   | 32    |

### Aversa
| Candidati               | Candidati                                     | Voti                 | %     | Liste               | Voti   | %     | Seggi |
| ----------------------- | --------------------------------------------- | -------------------- | ----- | ------------------- | ------ | ----- | ----- |
|                         | Domenico De Cristofaro Accede al ballottaggio | 17.601               | 39,62 | Forza Aversa        | 3.286  | 11,46 | 4     |
| Noi Aversani            | Domenico De Cristofaro Accede al ballottaggio | 17.601               | 39,62 | 2.867               | 10,00  | 4     |       |
| Aversa Domani           | Domenico De Cristofaro Accede al ballottaggio | 17.601               | 39,62 | 2.544               | 8,91   | 3     |       |
| Aversa Futura           | Domenico De Cristofaro Accede al ballottaggio | 17.601               | 39,62 | 1.522               | 5,31   | 2     |       |
| Alleanza per Aversa     | Domenico De Cristofaro Accede al ballottaggio | 17.601               | 39,62 | 825                 | 2,73   | -     |       |
| Uniti per Aversa-M.U.A. | Domenico De Cristofaro Accede al ballottaggio | 17.601               | 39,62 | 310                 | 1,08   | -     |       |
| Aversa Unica            | Domenico De Cristofaro Accede al ballottaggio | 17.601               | 39,62 | 287                 | 1,00   | -     |       |
| Città Sicura            | Domenico De Cristofaro Accede al ballottaggio | 17.601               | 39,62 | 10                  | 0,03   | -     |       |
|                         | Marco Villano                                 | 10.113               | 34,54 | Partito Democratico | 2.692  | 9,39  | 2     |
| Aversa Più              | Marco Villano                                 | 10.113               | 34,54 | 1.824               | 6,36   | 1     |       |
| Marco Villano Sindaco   | Marco Villano                                 | 10.113               | 34,54 | 1.780               | 6,21   | 1     |       |
| Terra Libera            | Marco Villano                                 | 10.113               | 34,54 | 1.246               | 4,35   | 1     |       |
| Ci Siamo!               | Marco Villano                                 | 10.113               | 34,54 | 1.094               | 3,82   | -     |       |
| Unione di Centro        | Marco Villano                                 | 10.113               | 34,54 | 800                 | 2,79   | -     |       |
| Aversa Popolare         | Marco Villano                                 | 10.113               | 34,54 | 600                 | 2,09   | -     |       |
| Aversa a Testa Alta     | Marco Villano                                 | 10.113               | 34,54 | 26                  | 0,09   | -     |       |
| Seggio di coalizione    | Seggio di coalizione                          | Seggio di coalizione | 34,54 | 1                   |        |       |       |
|                         | Gianpaolo Dello Vicario                       | 4.762                | 16,37 | Forza Italia        | 2.003  | 6,99  | 1     |
| Balena Bianca           | Gianpaolo Dello Vicario                       | 4.762                | 16,37 | 1.443               | 5,03   | -     |       |
| Fratelli d'Italia       | Gianpaolo Dello Vicario                       | 4.762                | 16,37 | 898                 | 3,13   | -     |       |
| Seggio di coalizione    | Seggio di coalizione                          | Seggio di coalizione | 16,37 | 1                   |        |       |       |
|                         | Maria Grazia Mazzoni                          | 2.773                | 9,47  | Movimento 5 Stelle  | 2.095  | 7,31  | -     |
| Seggio di coalizione    | Seggio di coalizione                          | Seggio di coalizione | 9,47  | 1                   |        |       |       |
| Totale                  | Totale                                        | 28.663               | 100   |                     | 29.279 | 100   | 24    |

### Capua
| Candidati                   | Candidati                   | Voti                        | %     | Liste              | Voti   | %     | Seggi |
| --------------------------- | --------------------------- | --------------------------- | ----- | ------------------ | ------ | ----- | ----- |
|                             | Eduardo Centore ✔️ Sindaco  | 5.932                       | 51,49 | Capua Risorge      | 1.648  | 14,59 | 3     |
| S.O.L.E.                    | Eduardo Centore ✔️ Sindaco  | 5.932                       | 51,49 | 880                | 7,59   | 2     |       |
| Partito Democratico         | Eduardo Centore ✔️ Sindaco  | 5.932                       | 51,49 | 855                | 7,57   | 2     |       |
| Capua 3 Luglio              | Eduardo Centore ✔️ Sindaco  | 5.932                       | 51,49 | 755                | 6,69   | 1     |       |
| Ora                         | Eduardo Centore ✔️ Sindaco  | 5.932                       | 51,49 | 676                | 5,99   | 1     |       |
| Terra Libera                | Eduardo Centore ✔️ Sindaco  | 5.932                       | 51,49 | 581                | 5,14   | 1     |       |
| Società Civile Italiana     | Eduardo Centore ✔️ Sindaco  | 5.932                       | 51,49 | 110                | 0,97   | -     |       |
|                             | Giuseppe Chillemi           | 3.620                       | 31,42 | Forza Capua        | 1.582  | 14,01 | 2     |
| Riformisti per Capua        | Giuseppe Chillemi           | 3.620                       | 31,42 | 1.101              | 9,75   | 1     |       |
| Capua Fidelis               | Giuseppe Chillemi           | 3.620                       | 31,42 | 786                | 6,96   | 1     |       |
| Fare Città                  | Giuseppe Chillemi           | 3.620                       | 31,42 | 592                | 5,24   | -     |       |
| Alleanza per Capua          | Giuseppe Chillemi           | 3.620                       | 31,42 | 71                 | 0,63   | -     |       |
| Il Girasole                 | Giuseppe Chillemi           | 3.620                       | 31,42 | 64                 | 0,57   | -     |       |
| Capua Popolare              | Giuseppe Chillemi           | 3.620                       | 31,42 | 45                 | 0,40   | -     |       |
| Forza del Sud               | Giuseppe Chillemi           | 3.620                       | 31,42 | 41                 | 0,36   | -     |       |
| Seggio al candidato sindaco | Seggio al candidato sindaco | Seggio al candidato sindaco | 31,42 | 1                  |        |       |       |
|                             | Pasquale Frattasi           | 1.128                       | 9,79  | Capua Bene Comune  | 809    | 7,16  | -     |
| Seggio di coalizione        | Seggio di coalizione        | Seggio di coalizione        | 9,79  | 1                  |        |       |       |
|                             | Roberto Caiazzo             | 841                         | 7,30  | Movimento 5 Stelle | 697    | 6,17  | -     |
| Totale                      | Totale                      | 11.293                      | 100   |                    | 11.521 | 100   | 16    |

### Marcianise
| Candidati                        | Candidati                                | Voti                        | %     | Liste                  | Voti   | %     | Seggi |
| -------------------------------- | ---------------------------------------- | --------------------------- | ----- | ---------------------- | ------ | ----- | ----- |
|                                  | Antonello Velardi Accede al ballottaggio | 12.074                      | 48,61 | Partito Democratico    | 3.209  | 13,16 | 5     |
| Marcianise Città Nuova           | Antonello Velardi Accede al ballottaggio | 12.074                      | 48,61 | 2.729                  | 11,19  | 4     |       |
| Marcianise Terra di Idee         | Antonello Velardi Accede al ballottaggio | 12.074                      | 48,61 | 1.819                  | 7,46   | 2     |       |
| Orgoglio Marcianise              | Antonello Velardi Accede al ballottaggio | 12.074                      | 48,61 | 1.317                  | 5,40   | 2     |       |
| Centro Democratico               | Antonello Velardi Accede al ballottaggio | 12.074                      | 48,61 | 1.089                  | 4,47   | 1     |       |
| Libera Conditio                  | Antonello Velardi Accede al ballottaggio | 12.074                      | 48,61 | 1.021                  | 4,19   | 1     |       |
| I Laburisti                      | Antonello Velardi Accede al ballottaggio | 12.074                      | 48,61 | 164                    | 0,67   | -     |       |
|                                  | Dario Abbate Accede al ballottaggio      | 9.260                       | 37,28 | Marcianise Democratica | 2.895  | 11,87 | 3     |
| Marcianise nel Cuore             | Dario Abbate Accede al ballottaggio      | 9.260                       | 37,28 | 1.796                  | 7,37   | 1     |       |
| Progettiamo il Domani            | Dario Abbate Accede al ballottaggio      | 9.260                       | 37,28 | 1.622                  | 6,55   | 1     |       |
| Ora Marcianise                   | Dario Abbate Accede al ballottaggio      | 9.260                       | 37,28 | 1.592                  | 6,53   | 1     |       |
| Sinistra e Cambiamento           | Dario Abbate Accede al ballottaggio      | 9.260                       | 37,28 | 1.093                  | 4,48   | 1     |       |
| Marcianise Libera                | Dario Abbate Accede al ballottaggio      | 9.260                       | 37,28 | 579                    | 2,37   | -     |       |
| Vento di Centro                  | Dario Abbate Accede al ballottaggio      | 9.260                       | 37,28 | 395                    | 1,62   | -     |       |
| Cooperazione-Sviluppo-Territorio | Dario Abbate Accede al ballottaggio      | 9.260                       | 37,28 | 377                    | 1,55   | -     |       |
| Seggio al candidato sindaco      | Seggio al candidato sindaco              | Seggio al candidato sindaco | 37,28 | 1                      |        |       |       |
|                                  | Pasquale Guerriero                       | 2.053                       | 8,26  | Movimento 5 Stelle     | 1.427  | 5,85  | -     |
| Seggio di coalizione             | Seggio di coalizione                     | Seggio di coalizione        | 8,26  | 1                      |        |       |       |
|                                  | Raffaele Delli Curti                     | 1.454                       | 5,85  | Vivila Marcianise      | 1.255  | 5,15  |       |
| Totale                           | Totale                                   | 24.379                      | 100   |                        | 24.841 | 100   | 24    |

### Santa Maria Capua Vetere
| Candidati                       | Candidati                | Voti                 | %     | Liste               | Voti   | %     | Seggi |
| ------------------------------- | ------------------------ | -------------------- | ----- | ------------------- | ------ | ----- | ----- |
|                                 | Antonio Mirra ✔️ Sindaco | 11.939               | 60,33 | Terra Libera        | 2.431  | 12,59 | 4     |
| Impegno comune                  | Antonio Mirra ✔️ Sindaco | 11.939               | 60,33 | 2.046               | 10,60  | 3     |       |
| Amiamo Santa Maria Capua Vetere | Antonio Mirra ✔️ Sindaco | 11.939               | 60,33 | 2.001               | 10,36  | 3     |       |
| Svolta Popolare                 | Antonio Mirra ✔️ Sindaco | 11.939               | 60,33 | 1.694               | 8,77   | 3     |       |
| Socialisti e Riformisti         | Antonio Mirra ✔️ Sindaco | 11.939               | 60,33 | 1.510               | 7,82   | 2     |       |
| Ora                             | Antonio Mirra ✔️ Sindaco | 11.939               | 60,33 | 928                 | 4,81   | 1     |       |
| Uniti per esistere              | Antonio Mirra ✔️ Sindaco | 11.939               | 60,33 | 656                 | 3,40   | 1     |       |
| Il Girasole                     | Antonio Mirra ✔️ Sindaco | 11.939               | 60,33 | 511                 | 2,65   | -     |       |
| Noi Sammaritani                 | Antonio Mirra ✔️ Sindaco | 11.939               | 60,33 | 419                 | 2,17   | -     |       |
| Movimento Sammaritano           | Antonio Mirra ✔️ Sindaco | 11.939               | 60,33 | 190                 | 0,98   | -     |       |
|                                 | Umberto Pappadia         | 2.694                | 13,61 | Partito Democratico | 1.634  | 8,46  | 1     |
| Pappadia Sindaco                | Umberto Pappadia         | 2.694                | 13,61 | 917                 | 4,75   | 1     |       |
| Italia dei valori               | Umberto Pappadia         | 2.694                | 13,61 | 242                 | 1,25   | -     |       |
| Seggio di coalizione            | Seggio di coalizione     | Seggio di coalizione | 13,61 | 1                   |        |       |       |
|                                 | Teresa De Bernardo       | 2.271                | 11,48 | Movimento 5 Stelle  | 1.436  | 7,44  | 1     |
| Seggio di coalizione            | Seggio di coalizione     | Seggio di coalizione | 11,48 | 1                   |        |       |       |
|                                 | Maria Uccella Leonardi   | 1.270                | 6,42  | Prima la città      | 636    | 3,29  | -     |
| Forza Italia                    | Maria Uccella Leonardi   | 1.270                | 6,42  | 252                 | 1,31   | -     |       |
| Balena Bianca                   | Maria Uccella Leonardi   | 1.270                | 6,42  | 187                 | 0,97   | -     |       |
| Democrazia Cristiana            | Maria Uccella Leonardi   | 1.270                | 6,42  | 174                 | 0,90   | -     |       |
| Unione di Centro                | Maria Uccella Leonardi   | 1.270                | 6,42  | 66                  | 0,34   | -     |       |
| Seggio di coalizione            | Seggio di coalizione     | Seggio di coalizione | 6,42  | 1                   |        |       |       |
|                                 | Gennaro Capitelli        | 1.207                | 6,10  | Forza S. Maria C.V. | 716    | 3,71  | -     |
| Santa Maria C.V. Unica          | Gennaro Capitelli        | 1.207                | 6,10  | 150                 | 0,78   | -     |       |
| Movimento delle Libertà         | Gennaro Capitelli        | 1.207                | 6,10  | 137                 | 0,71   | -     |       |
| Lega per l'Italia               | Gennaro Capitelli        | 1.207                | 6,10  | 61                  | 0,32   | -     |       |
| Seggio di coalizione            | Seggio di coalizione     | Seggio di coalizione | 6,10  | 1                   |        |       |       |
|                                 | Elio Sticco              | 240                  | 1,21  | Lo Specchio         | 194    | 1,00  | -     |
|                                 | Pasquale Merola          | 167                  | 0,84  | Leoni d'Italia      | 119    | 0,62  | -     |
| Totale                          | Totale                   | 19.307               | 100   |                     | 19.788 | 100   | 24    |

### Sessa Aurunca
| Candidati                   | Candidati                              | Voti                 | %     | Liste               | Voti   | %     | Seggi |
| --------------------------- | -------------------------------------- | -------------------- | ----- | ------------------- | ------ | ----- | ----- |
|                             | Silvio Sasso Accede al ballottaggio    | 5.740                | 41,74 | Partito Democratico | 2.632  | 19,71 | 5     |
| Progettiamo il Domani       | Silvio Sasso Accede al ballottaggio    | 5.740                | 41,74 | 1.081               | 8,09   | 2     |       |
| Riformisti e Democratici    | Silvio Sasso Accede al ballottaggio    | 5.740                | 41,74 | 887                 | 6,64   | 1     |       |
| Gruppo Civico Sessa Libera  | Silvio Sasso Accede al ballottaggio    | 5.740                | 41,74 | 730                 | 5,47   | 1     |       |
| Passione Democratica        | Silvio Sasso Accede al ballottaggio    | 5.740                | 41,74 | 653                 | 4,89   | 1     |       |
| Democratici Sessani         | Silvio Sasso Accede al ballottaggio    | 5.740                | 41,74 | 479                 | 3,59   | -     |       |
| Progetto Città              | Silvio Sasso Accede al ballottaggio    | 5.740                | 41,74 | 42                  | 0,31   | -     |       |
|                             | Luigi Tommasino Accede al ballottaggio | 4.102                | 29,83 | Terra Libera        | 1.005  | 7,52  | 1     |
| Iniziativa Popolare Aurunca | Luigi Tommasino Accede al ballottaggio | 4.102                | 29,83 | 809                 | 6,06   | 1     |       |
| Ora                         | Luigi Tommasino Accede al ballottaggio | 4.102                | 29,83 | 777                 | 5,82   | 1     |       |
| Centro Democratico          | Luigi Tommasino Accede al ballottaggio | 4.102                | 29,83 | 708                 | 5,30   | -     |       |
| Partito Socialista Italiano | Luigi Tommasino Accede al ballottaggio | 4.102                | 29,83 | 636                 | 4,76   | -     |       |
| Patto Aurunco               | Luigi Tommasino Accede al ballottaggio | 4.102                | 29,83 | 418                 | 3,13   | -     |       |
| Seggio di coalizione        | Seggio di coalizione                   | Seggio di coalizione | 29,83 | 1                   |        |       |       |
|                             | Alberto Verrengia                      | 3.910                | 28,43 | Generazione Aurunca | 993    | 7,43  | 1     |
| Riformisti per Sessa        | Alberto Verrengia                      | 3.910                | 28,43 | 583                 | 4,86   | -     |       |
| Sessa nel Cuore             | Alberto Verrengia                      | 3.910                | 28,43 | 495                 | 3,71   | -     |       |
| Sessa Noi                   | Alberto Verrengia                      | 3.910                | 28,43 | 402                 | 3,01   | -     |       |
| Primavera Verrengia         | Alberto Verrengia                      | 3.910                | 28,43 | 27                  | 0,20   | -     |       |
| Seggio di coalizione        | Seggio di coalizione                   | Seggio di coalizione | 28,43 | 1                   |        |       |       |
| Totale                      | Totale                                 | 13.357               | 100   |                     | 13.752 | 100   | 16    |

## Salerno

### Salerno
| Candidati                                                                | Candidati                   | Voti                        | %     | Liste                                                                        | Voti   | %     | Seggi |
| ------------------------------------------------------------------------ | --------------------------- | --------------------------- | ----- | ---------------------------------------------------------------------------- | ------ | ----- | ----- |
|                                                                          | Vincenzo Napoli ✔️ Sindaco  | 53.218                      | 70,49 | Progressisti per Salerno                                                     | 17.247 | 23,75 | 9     |
| Salerno per i Giovani                                                    | Vincenzo Napoli ✔️ Sindaco  | 53.218                      | 70,49 | 10.793                                                                       | 14,86  | 5     |       |
| Campania Libera                                                          | Vincenzo Napoli ✔️ Sindaco  | 53.218                      | 70,49 | 10.710                                                                       | 14,75  | 5     |       |
| Partito Socialista Italiano                                              | Vincenzo Napoli ✔️ Sindaco  | 53.218                      | 70,49 | 5.946                                                                        | 8,19   | 3     |       |
| Davvero-Federazione dei Verdi                                            | Vincenzo Napoli ✔️ Sindaco  | 53.218                      | 70,49 | 4.197                                                                        | 5,78   | 2     |       |
| Moderati per Salerno (Nuovo Centrodestra-Unione di Centro-Scelta Civica) | Vincenzo Napoli ✔️ Sindaco  | 53.218                      | 70,49 | 3.965                                                                        | 5,46   | 2     |       |
|                                                                          | Roberto Celano              | 7.245                       | 9,59  | Forza Italia                                                                 | 3.341  | 4,60  | 1     |
| Attiva Salerno                                                           | Roberto Celano              | 7.245                       | 9,59  | 2.862                                                                        | 3.94   | 1     |       |
| Celano Sindaco                                                           | Roberto Celano              | 7.245                       | 9,59  | 844                                                                          | 1,16   | -     |       |
| Rivoluzione Cristiana                                                    | Roberto Celano              | 7.245                       | 9,59  | 27                                                                           | 0,03   | -     |       |
| Seggio al candidato sindaco                                              | Seggio al candidato sindaco | Seggio al candidato sindaco | 9,59  | 1                                                                            |        |       |       |
|                                                                          | Dante Santoro               | 4.673                       | 6,19  | Giovani Salernitani                                                          | 1.509  | 2,07  | -     |
| Salerno in Movimento                                                     | Dante Santoro               | 4.673                       | 6,19  | 1.014                                                                        | 1,39   | -     |       |
| Vince Salerno                                                            | Dante Santoro               | 4.673                       | 6,19  | 759                                                                          | 1,04   | -     |       |
| Seggio al candidato sindaco                                              | Seggio al candidato sindaco | Seggio al candidato sindaco | 6,19  | 1                                                                            |        |       |       |
|                                                                          | Antonio Cammarota           | 3.038                       | 4,02  | La Nostra Libertà                                                            | 1.777  | 2,44  | -     |
| Cammarota Sindaco                                                        | Antonio Cammarota           | 3.038                       | 4,02  | 955                                                                          | 1,31   | -     |       |
| Seggio al candidato sindaco                                              | Seggio al candidato sindaco | Seggio al candidato sindaco | 4,02  | 1                                                                            |        |       |       |
|                                                                          | Giovanni Lambiase           | 2.875                       | 3,80  | Salerno di... Tutti (Sinistra Italiana-Partito della Rifondazione Comunista) | 2.684  | 3,69  | 1     |
|                                                                          | Raffaele Adinolfi           | 1.304                       | 1,72  | Il Popolo della Famiglia                                                     | 999    | 1,37  | -     |
| Democrazia Cristiana                                                     | Raffaele Adinolfi           | 1.304                       | 1,72  | 134                                                                          | 0,18   | -     |       |
|                                                                          | Gianluigi Cassandra         | 1.164                       | 1,54  | Gianluigi Cassandra Sindaco                                                  | 968    | 1,33  | -     |
| Io amo Salerno                                                           | Gianluigi Cassandra         | 1.164                       | 1,54  | 118                                                                          | 0,16   | -     |       |
|                                                                          | Antonio Iannone             | 1.159                       | 1,53  | Fratelli d'Italia                                                            | 1.175  | 1,61  | -     |
|                                                                          | Giuseppe Amodio             | 435                         | 0,57  | Salerno ai Salernitani                                                       | 326    | 0,44  | -     |
|                                                                          | Marco Falvella              | 379                         | 0,50  | Popolo d'Italia                                                              | 244    | 0,33  | -     |
| Totale                                                                   | Totale                      | 75.490                      | 100   |                                                                              | 72.594 | 100   | 32    |

### Battipaglia
| Candidati                    | Candidati                               | Voti                 | %     | Liste                                | Voti   | %     | Seggi |
| ---------------------------- | --------------------------------------- | -------------------- | ----- | ------------------------------------ | ------ | ----- | ----- |
|                              | Cecilia Francese Accede al ballottaggio | 7.014                | 23,14 | Con Cecilia Francese Sindaco         | 1.920  | 6,60  | 5     |
| Etica X il Buon Governo      | Cecilia Francese Accede al ballottaggio | 7.014                | 23,14 | 1.354                                | 4,66   | 4     |       |
| Forza Italia                 | Cecilia Francese Accede al ballottaggio | 7.014                | 23,14 | 1.082                                | 3,72   | 3     |       |
| Rivoluzione Cristiana        | Cecilia Francese Accede al ballottaggio | 7.014                | 23,14 | 1.057                                | 3,64   | 3     |       |
|                              | Gerardo Motta Accede al ballottaggio    | 9.240                | 30,48 | Motta Sindaco                        | 5.500  | 18,91 | 3     |
| Battipaglia Libera           | Gerardo Motta Accede al ballottaggio    | 9.240                | 30,48 | 1.699                                | 5,84   | 1     |       |
| Speranza per Battipaglia     | Gerardo Motta Accede al ballottaggio    | 9.240                | 30,48 | 1.479                                | 5,09   | -     |       |
| Battipaglia con Cuore        | Gerardo Motta Accede al ballottaggio    | 9.240                | 30,48 | 1.100                                | 3,78   | -     |       |
| Battipaglia a Testa Alta     | Gerardo Motta Accede al ballottaggio    | 9.240                | 30,48 | 624                                  | 2,15   | -     |       |
| Seggio di coalizione         | Seggio di coalizione                    | Seggio di coalizione | 30,48 | 1                                    |        |       |       |
|                              | Ugo Tozzi                               | 5.903                | 19,47 | Tozzi Sindaco                        | 3.060  | 10,52 | 1     |
| Azione Civica                | Ugo Tozzi                               | 5.903                | 19,47 | 1.311                                | 4,51   | -     |       |
| Fratelli d'Italia            | Ugo Tozzi                               | 5.903                | 19,47 | 1.233                                | 4,24   | -     |       |
| Città Connessa               | Ugo Tozzi                               | 5.903                | 19,47 | 232                                  | 0,80   | -     |       |
| Seggio di coalizione         | Seggio di coalizione                    | Seggio di coalizione | 19,47 | 1                                    |        |       |       |
|                              | Enrico Lanaro                           | 4.812                | 15,87 | Partito Democratico                  | 2.044  | 7,03  | 1     |
| Movimento Pro Battipaglia    | Enrico Lanaro                           | 4.812                | 15,87 | 1.237                                | 4,25   | -     |       |
| La Svolta con Lanaro Sindaco | Enrico Lanaro                           | 4.812                | 15,87 | 682                                  | 2,35   | -     |       |
| Moderati per Battipaglia     | Enrico Lanaro                           | 4.812                | 15,87 | 563                                  | 1,94   | -     |       |
| Seggio di coalizione         | Seggio di coalizione                    | Seggio di coalizione | 15,87 | 1                                    |        |       |       |
|                              | Vincenzo Inverso                        | 1.452                | 4,79  | #Per Un Nuovo Inizio                 | 1.206  | 4,15  | -     |
| Battipaglia Popolare         | Vincenzo Inverso                        | 1.452                | 4,79  | 270                                  | 0,93   | -     |       |
|                              | Pietro Giovanni Ciotti                  | 1.038                | 3,42  | Battipaglia La Città che Verrà       | 742    | 2,55  | -     |
|                              | Riccardo Maria Antonio Biagio Cersosimo | 554                  | 1,83  | Movimento Cristiano Sulla Tua Parola | 497    | 1,71  | -     |
|                              | Guglielmo Marchetta                     | 302                  | 1,00  | Noi con Salvini                      | 186    | 0,64  | -     |
| Totale                       | Totale                                  | 29.078               | 100   |                                      | 30.315 | 100   | 24    |